# Agostinho Neto
António Agostinho Neto (17 de setembre del 1922 – 10 de setembre del 1979) va ser el primer president d'Angola (1975-1979), un poeta, nacionalista i marxista-leninista, fundador i líder del partit de línia soviètica Moviment Popular per a l'Alliberament d'Angola (MPLA). El seu aniversari se celebra com a Dia dels Herois Nacionals i és dia festiu a Angola.

## Biografia
Nascut al poble de Kaxikane, a Ícolo e Bengo (Angola) el 1922, va ser una figura prominent dels anys 40 quan va esdevenir un membre important d'un moviment d'Angola que buscava redescobrir la cultura angolesa tradicional a través de la pràctica de la poesia i la seva participació en moviments nacionalistes. Va estudiar medicina a Lisboa.
Després d'aconseguir el títol de metge, va tornar a Angola, però va ser considerat immediatament una figura problemàtica per les autoritats colonials portugueses, a causa de la seva oposició a la colonització. Per les seves accions, va ser arrestat, i molts dels seus pacients van protestar, cosa que va obligar les tropes colonials a prendre mesures. Tot i el seu empresonament, s'escaparia cap al Marroc, i esdevindria un important líder de la resistència angolesa des de l'exili.
Neto va ser arrestat uns quants cops per la policia política del règim de l'Estado Novo, el PIDE. També va ser ajudat en unes quantes ocasions pel Partit Comunista Portuguès.
Va ser un dels primers membres de l'MPLA, una de les tres faccions que van competir pel poder després de la retirada portuguesa d'Angola (seguint la Revolució dels Clavells), i més tard va dirigir el país després de la independència, declarada l'11 de novembre del 1975. El seu govern va establir llaços estrets amb la Unió Soviètica i d'altres nacions del bloc de l'Est i d'altres estats comunistes. Va ser succeït com a president de l'estat i líder de l'MPLA per José Eduardo dos Santos.
Neto va morir en un hospital de Moscou, a la Unió Soviètica, mentre se sotmetia a una intervenció per càncer, i mentre tenia lloc la Guerra Civil Angolesa entre el govern de l'MPLA i la Unió Nacional per a la Independència Total d'Angola (UNITA) de Jonas Savimbi.
Agostinho Neto va ser condecorat amb el Premi Lenin de la Pau (1975-76).